# CBERS-4
China–Brazil Earth Resources Satellite 4 (CBERS-4) (en español "Satelite de Recursos Terrestres China-Brasil 4"), es un satélite de detección remota destinado a funcionar como parte del programa del Satélite de Recursos de la Tierra China-Brasil, entre el Centro de Satélites de Recursos de datos y aplicaciones en China y el Instituto Nacional de Investigaciones Espaciales en Brasil. El quinto satélite en volar, CBERS, se lanzó con éxito el 7 de diciembre de 2014. CBERS-4 reemplazará a CBERS-3, que se perdió en un fallo de lanzamiento en diciembre de 2013.

## Nave espacial
CBERS-4 es una nave espacial de 1.980 kilogramos basada en el bus satelital Phoenix-Eye 1.  Fue desarrollado por la Academia China de Tecnología Espacial, en asociación con Brasil, a un costo de US $125 millones para cada parte. La nave espacial tiene una sola matriz solar que proporciona energía a sus sistemas, generando 2.300 vatios de energía eléctrica, y tienen una vida útil de tres años.
CBERS-4 lleva cuatro instrumentos: MUXCam, una cámara multiespectral; PanMUX, un generador de imágenes pancromáticas; el escáner infrarrojo de resolución media, o IRSCAM, y WFICAM, una cámara de imágenes de campo amplio. Estas cámaras se utilizarán para observar una franja de 120 km de masa de tierra a la vez, lo que permite al satélite escanear toda la superficie del planeta cada 26 días, con una resolución espacial de hasta 20 metros.

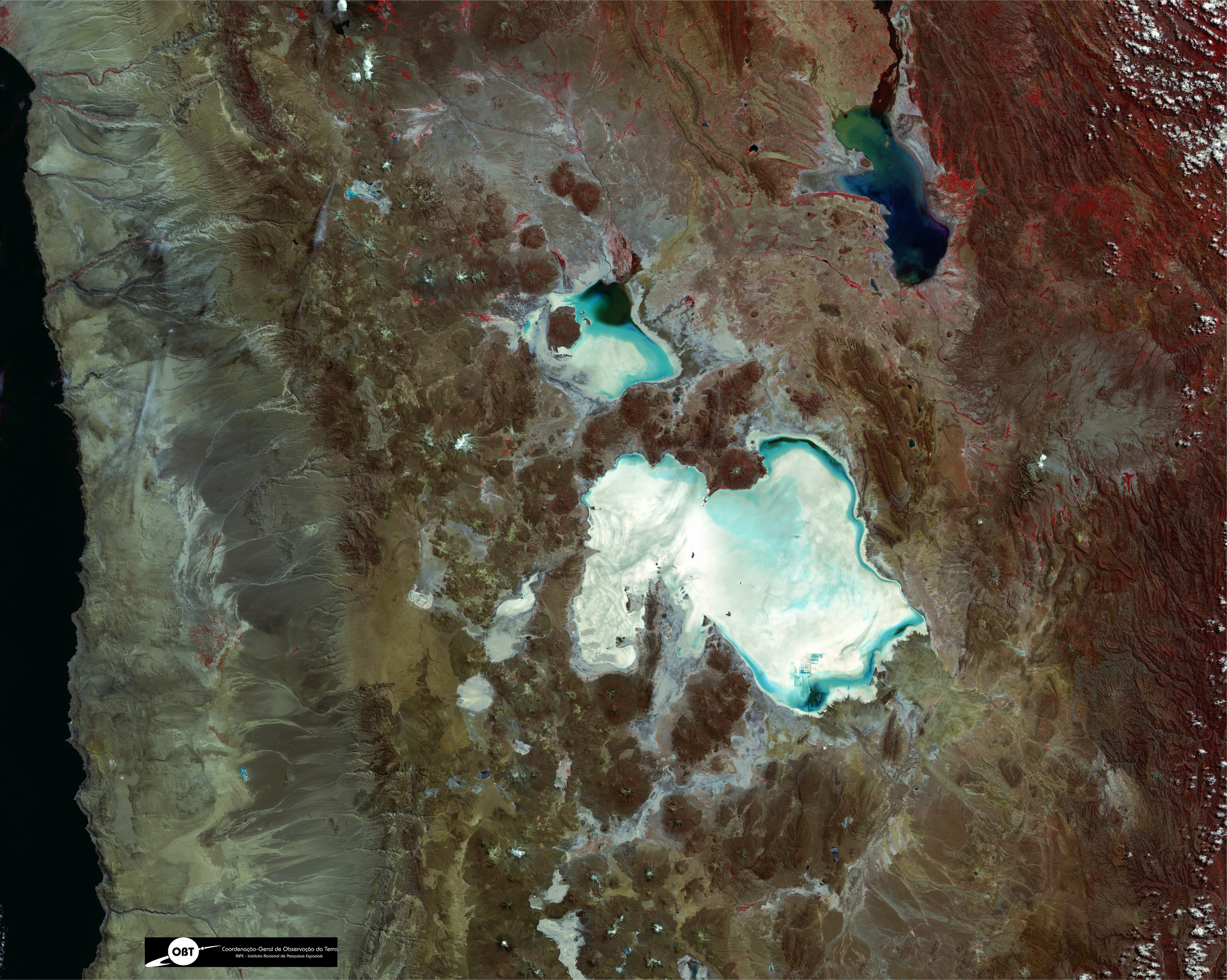
Salar de Uyuni - Bolivia, satélite brasileño CBERS-4

Fue inicialmente programado para ser lanzado en 2015, sin embargo, después de la pérdida de CBERS-3 en el lanzamiento en diciembre de 2013, China y Brasil acordaron acelerar la producción de CBERS-4 en 1 año. El satélite restablecerá la capacidad del gobierno brasileño de observar su propio territorio después de una brecha de 4,5 años causada por la falla de CBERS-2B y CBERS-3.

## Lanzamiento
Se usó un cohete Chang Zheng 4B para lanzar CBERS-4. El lanzamiento tuvo lugar a las 03:26 UTC del 7 de diciembre de 2014, utilizando el Complejo de lanzamiento 9 en el Centro de lanzamiento de satélites de Taiyuan. El satélite se colocó con éxito en una órbita sincrónica solar.

## CBERS-4A
CBERS-4A fue lanzando exitosamente el 20 de diciembre de 2019 desde el Complejo de Lanzamiento 9 en Taiyuan, China, en un cohete Long March 4B.